# Jérôme Thion
Pour les articles homonymes, voir Thion (homonymie).

a Compétitions nationales et continentales officielles uniquement.

b Matchs officiels uniquement.
Dernière mise à jour le 1er août 2023.
Jérôme Thion, né le 2 décembre 1977 à Senlis (Oise), est un joueur international français de rugby à XV. Il jouait au poste  de deuxième ligne en équipe de France  et au Biarritz olympique principalement.
En près de quinze ans au plus haut niveau, Jérôme Thion a remporté deux titres de champion de France en 2005 et 2006 avec le Biarritz olympique, un titre en Challenge européen en 2012, et deux Tournoi des Six Nations en 2006 et 2007.

## Biographie

### Jeunesse et formation
Jérôme Thion pratique tout d'abord la natation pendant dix ans à un haut niveau, ayant concouru pour le 100 mètres brasse lors des Championnats de France. Alors que ses parents sont mutés à Saint-Gaudens et à Pau, il commence le basket-ball au Tarbes UB. Repéré par l'Élan Béarnais Pau-Orthez lors d'un stage d'été, il rejoint le centre de formation et y passe quatre ans où il côtoie notamment Florent Piétrus. Il fait ses études au lycée Saint John Perse à Pau. En 1998, il rejoint l'Entente Cergy Osny Pontoise BB qui évolue en Nationale 1. À partir de sa deuxième saison, il commence en parallèle du basket à s'entraîner au rugby à XV avec le Racing Club de France. Il comprend alors qu'une carrière au plus haut niveau est plus envisageable en rugby à XV.

### Carrière professionnelle
Il continue sa carrière à l'AS Montferrand, à l'USA Perpignan puis au Biarritz olympique où il reste 10 ans de 2003 à 2013.
Le 24 mai 2003, il est titulaire avec l'USA Perpignan, associé en deuxième ligne à Rimas Álvarez Kairelis, en finale de la Coupe d'Europe au Lansdowne Road de Dublin face au Stade toulousain. Les Catalans ne parviennent pas à s'imposer, s'inclinant 22 à 17 face aux Toulousains qui remportent le titre de champions d'Europe.
Il est sélectionné en équipe de France à partir de la tournée de juin 2003 en Argentine. Il honore sa première cape internationale en équipe de France le 14 juin 2003 contre l'équipe d'Argentine (défaite 10-6). S'imposant dans l'équipe à son issue, il est titulaire aux côtés de Fabien Pelous lors de la Coupe du monde en Australie.
En 2005, il remporte le titre de champion de France avec son club du Biarritz olympique dont il est le capitaine. Bien que blessé, il participe à la finale qui l'empêche de partir en tournée avec le XV de France. Il retrouve le groupe de l'équipe de France lors de la tournée d'automne et prend la succession au poste de capitaine de Fabien Pelous suspendu pour mauvais coup lors du match contre l'Australie. La tournée se termine par quatre succès dont deux contre les Wallabies et les Springboks.
Lors de la Coupe du monde 2007, il est un titulaire indiscutable de la deuxième ligne française. La France, après avoir perdu le match d'ouverture contre l'Argentine, élimine les favoris néo-zélandais en quart de finale 20-18, mais échoue en demi contre le XV de la Rose (défaite 9-14).
En novembre 2009, il est invité avec les Barbarians français pour jouer un match contre un XV de l'Europe FIRA-AER au Stade Roi Baudouin à Bruxelles. Ce match est organisé à l'occasion du 75e anniversaire de la FIRA – Association européenne de rugby. Les Baa-Baas l'emportent 26 à 39.
Durant la saison 2011-2012, le Biarritz olympique atteint la finale du Challenge européen. Pour cette rencontre face au RC Toulon, il est titulaire en deuxième ligne aux côtés de Pelu Taele-Pavihi et le BO l'emporte 21-18,.
En juin 2013, Jérôme Thion met fin à sa carrière sportive.

### Après carrière
Il est aujourd'hui gérant du restaurant « Les Coulisses » à Biarritz. Il est également consultant pour Eurosport, diffuseur de la Pro D2. En 2020, il devient consultant pour Canal+, nouveau diffuseur exclusif de ce championnat. Il participe notamment aux émissions Jour de rugby et Canal Sports Club.
En 2017, il participe à l'Ironman de Floride, un triathlon longue distance du circuit Ironman. Il franchit la ligne d'arrivée après 12 h 58 d'efforts.
En septembre 2021, il intègre l'équipe dirigeante de la structure amateur du Biarritz olympique en tant que trésorier. Il est accompagné de ses anciens coéquipiers David Couzinet, élu président, Imanol Harinordoquy, vice-président, Dimitri Yachvili, Christophe Milhères, Jimmy Marlu et Benoît Baby pour mener l'opposition à l'équipe dirigeante à la tête de la structure professionnelle du BO, menée par Jean-Baptiste Aldigé. Le 15 décembre, ils sont confirmés dans leurs fonctions pour un mandat complet par un vote des adhérents (135 voix pour, 81 contre et 1 nul). Le 10 août 2023, Couzinet et son bureau composé d'Harinordoquy, Thion, Yachvili et Marlu démissionnent.

## Statistiques en sélection nationale
- 54 sélections en équipe de France de 2003 à 2011
- 1 essai (5 points)
- 3 fois capitaine en 2005
- Sélections par année : 9 en 2003, 3 en 2004, 9 en 2005, 7 en 2006, 14 en 2007, 3 en 2008, 2 en 2009, 3 en 2010 et 4 en 2011

## Palmarès

### En club
- AS Montferrand
  - Vainqueur du Championnat de France espoirs en 2001
  - Vainqueur de la Coupe de la ligue en 2001

- USA Perpignan
  - Finaliste de la Coupe d'Europe en 2003

- Biarritz olympique
  - Finaliste de la Coupe d'Europe en 2006 et 2010
  - Vainqueur du Championnat de France en 2005 et 2006
  - Vainqueur du Challenge européen en 2012

### En équipe nationale
- France
  - Vainqueur du Tournoi des Six Nations en 2006 et 2007

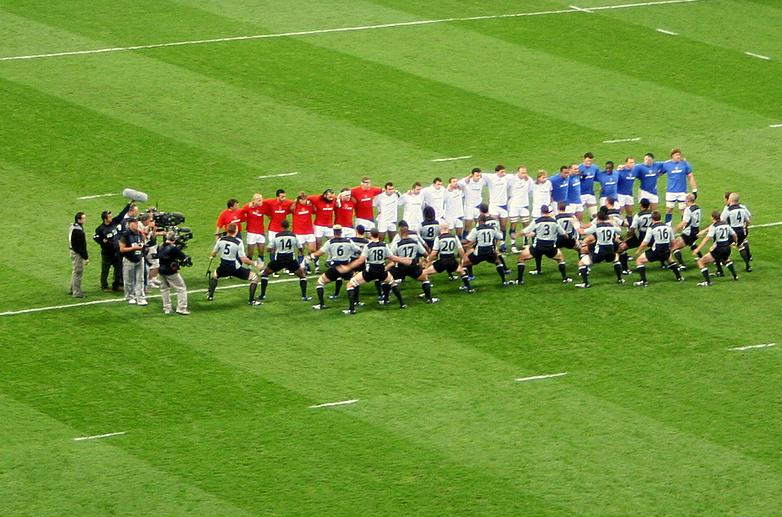
Quart-de-finale France - All Blacks en 2007.

#### Tournoi des Six Nations
| Édition          | Rang | Résultats France | Résultats Thion | Matchs Thion |
| ---------------- | ---- | ---------------- | --------------- | ------------ |
| Six Nations 2005 | 2    | 4 v, 0 n, 1 d    | 4 v, 0 n, 1 d   | 5/5          |
| Six Nations 2006 | 1    | 4 v, 0 n, 1 d    | 4 v, 0 n, 1 d   | 5/5          |
| Six Nations 2007 | 1    | 4 v, 0 n, 1 d    | 4 v, 0 n, 0 d   | 5/5          |
| Six Nations 2008 | 3    | 3 v, 0 n, 2 d    | 1 v, 0 n, 2 d   | 3/5          |
| Six Nations 2009 | 3    | 3 v, 0 n, 2 d    | 1 v, 0 n, 1 d   | 2/5          |
| Six Nations 2011 | 2    | 3 v, 1 n, 2 d    | 2 v, 1 n, 2 d   | 4/5          |

Légende : v = victoire ; n = match nul ; d = défaite ; la ligne est en gras quand il y a Grand Chelem.

#### Coupe du monde
En Coupe du monde :
- 2003 : Demi-finaliste (4 sélections : Fidji, Écosse, Irlande et Angleterre)
- 2007 : Demi-finaliste (6 sélections : Argentine, Irlande, Géorgie, Nouvelle-Zélande, Angleterre et Argentine)

| Édition        | Rang      | Résultats France | Résultats Thion | Matchs Thion |
| -------------- | --------- | ---------------- | --------------- | ------------ |
| Australie 2003 | Quatrième | 5 v, 0 n, 2 d    | 3 v, 0 n, 1 d   | 4/7          |
| France 2007    | Quatrième | 4 v, 0 n, 3 d    | 3 v, 0 n, 3 d   | 6/7          |